# 우리화 (정치인)
우리화(중국어 정체자: 伍麗華, 병음: Wû Lìhuá, 한자음: 오려화, 루카이어: Saidhai Tahovecahe 사이다이 타호베카헤, 1969년 8월 12일 ~ )는 타이완의 정치인으로, 2020년부터 산지 원주민 선거구 입법위원으로 활동해 왔다.